# Eupelmus cynipidis
Eupelmus cynipidis är en stekelart som beskrevs av William Harris Ashmead 1882. Eupelmus cynipidis ingår i släktet Eupelmus och familjen hoppglanssteklar. Inga underarter finns listade i Catalogue of Life.